# 藏乌鸫
藏乌鸫（学名：Turdus maximus），是雀形目鸫科的一种鸟类。

## 特征
藏乌鸫体重约89.5克，翼长约151.7毫米，嘴峰长约25.3毫米，喙宽度约5.4毫米，喙厚度约6.7毫米，跗蹠长约36毫米，尾长约126.5毫米。藏乌鸫在其分布区内为留鸟，其栖息在半开放的高大树木组成的森林中，食性为杂食性。

## 分布
巴基斯坦西部和印度至锡金、不丹和西藏东南部。